# ريوسوكي كاوانو
ريوسوكي كاوانو (باليابانية: 河野 諒祐) (24 ديسمبر 1994 في كاناغاوا في اليابان – )؛ هو لاعب كرة قدم ياباني سابق كان يلعب كمهاجم.

## وصلات خارجية
- ريوسوكي كاوانو على موقع رابطة كرة القدم اليابانية للمحترفين (اليابانية)
- ريوسوكي كاوانو على موقع قاعدة بيانات كرة القدم.إي يو (الإنجليزية)
- ريوسوكي كاوانو على موقع Soccerway.com (الإنجليزية)
- ريوسوكي كاوانو على موقع عالم كرة القدم.نت (الإنجليزية)